# William C. Lee
William Carey Lee (Dunn, 12 marzo 1895 – Dunn, 25 giugno 1948) è stato un generale statunitense.
È considerato il "Padre delle forze aviotrasportate statunitensi".
| Controllo di autorità | ISNI (EN) 0000 0000 3514 8663 · LCCN (EN) n95019069 |